# Galgenhof

Gemarkung 3421 Galgenhof

Galgenhof (nürnbergisch: Galnghuf) ist ein Stadtteil der kreisfreien Stadt Nürnberg.  Der Statistische Bezirk 13 wird ebenfalls Galgenhof genannt, ebenso gibt es eine Gemarkung Galgenhof. Galgenhof entwickelte sich nicht zum Fabrikvorort, sondern zum reinen Wohnviertel.

## Geographie

### Gemarkung
Die Gemarkung 3421 Galgenhof hat eine Fläche von 0,274 km². Sie ist in 445 Flurstücke aufgeteilt, die eine durchschnittliche Fläche von 615,77 m² haben. Sie liegt vollständig im Statistischen Bezirk 13.

### Statistischer Bezirk
Der Statistische Bezirk 13 Galgenhof befindet sich zwischen dem Hauptbahnhof im Norden, dem Schuckertplatz bis Gudrunstraße im Süden, der Tafelfeldstraße im Westen und der Allersberger Straße im Osten. Der Teil südlich der Wölckernstraße wird Lichtenhof genannt. Der Bezirk 13 hat im Westen Anteile an der Gemarkung 3469 Steinbühl und im Süden an der Gemarkung 3423 Gibitzenhof. Die alte Dorfstraße von Galgenhof ist die heutige Galgenhofstraße. Entlang dieser Straße floss der Fischbach, an dem die Wäscherhäuschen lagen.

## Geschichte

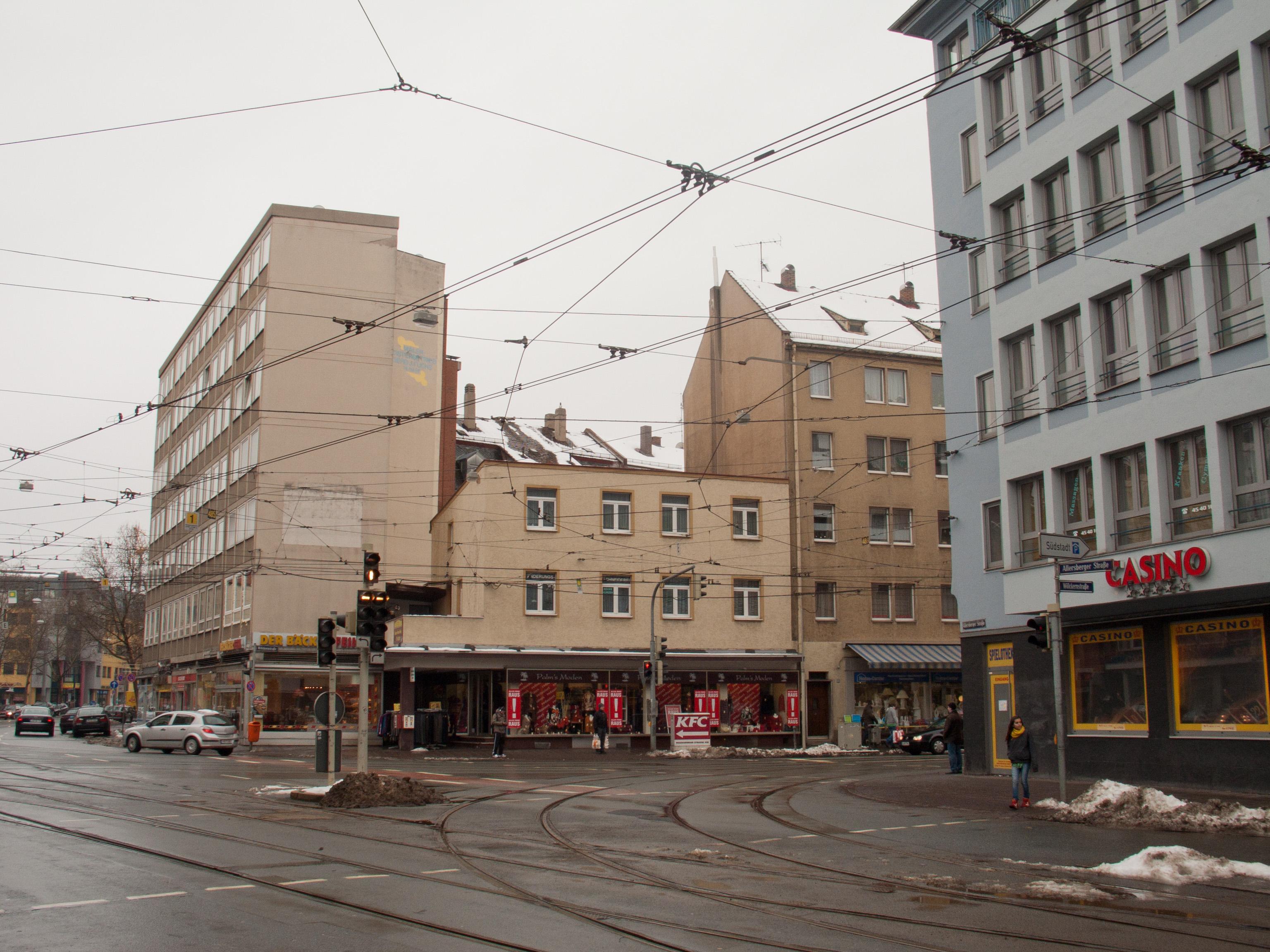
Wölckernstraße in Galgenhof

Der Ort wurde im Jahr 1296 als „Galgenhoff“ erstmals schriftlich erwähnt. Der Hof befand sich in der Nähe des reichsstädtischen Galgens und wurde im Unterschied zum Oberen Galgenhof, der später Glockenhof genannt wurde, auch Untergalgenhof genannt. 1552 im Zweiten Markgrafenkrieg wurde Untergalgenhof aus strategischen Gründen abgebrannt.
Gegen Ende des 18. Jahrhunderts gab es in (Unter-)Galgenhof 49 Anwesen. Das Hochgericht übte die Reichsstadt Nürnberg aus, was aber vom brandenburg-ansbachischen Oberamt Schwabach bestritten wurde. Grundherren waren die Reichsstadt Nürnberg: Landpflegamt (1 Haus), Kriegsamt (1 Hornwerk, 1 Kronenwerk mit Wachhäusern); Nürnberger Eigenherren: von Grundherr (1 Haus), von Löffelholz (1 Garten mit Gebäuden und Wäscherei), Burkhard v. Löffelholz’scher Familienfideikommiss (1 Haus mit Wäscherei), von Tucher (1 Schenkstatt, 3 Häuser mit Wäscherei, 1 Gut), von Volckamer (1 Wirtshaus mit Wäscherei, 6 Häuser mit Wäscherei, 1 Haus, 1 Garten), von Wölkern (1 Haus mit Wäscherei). Es gab 34 Untertansfamilien.
Von 1797 bis 1808 unterstand der Ort dem Justiz- und Kammeramt Schwabach. 1806 kam Galgenhof zu Bayern. Im Rahmen des Gemeindeedikts wurde 1808 der Steuerdistrikt Galgenhof gebildet, zu dem Gibitzenhof, Hummelstein, Lichtenhof und Sandreuth gehörten. Im selben Jahr entstand die Ruralgemeinde Galgenhof, die deckungsgleich mit dem Steuerdistrikt war. Sie war in Verwaltung und Gerichtsbarkeit dem Landgericht Nürnberg zugeordnet und in der Finanzverwaltung dem Rentamt Fürth. In der freiwilligen Gerichtsbarkeit unterstanden 3 Anwesen von 1821 bis 1835 dem Patrimonialgericht (PG) Groß- und Kleingeschaidt, 3 Anwesen von 1823 bis 1835 dem PG Lohe, 2 Anwesen von 1822 bis 1834 dem PG Lohe und Behringersdorf und 3 Anwesen von 1821 bis 1835 dem PG Steinach. Am 1. Oktober 1825 wurde Galgenhof nach Nürnberg eingemeindet und kam so an das Kreis- und Stadtgericht Nürnberg und das Stadtrentamt Nürnberg.

### Baudenkmäler
Im Statistischen Bezirk Galgenhof gibt es 60 Baudenkmäler:
- Diverse Mietshäuser
- Ehemaliges Haus der Arbeit und Verlagsgebäude der Fränkischen Tagespost (heute Karl-Bröger-Haus)
- Ehemaliges Heizhaus des dem Bahnhof am nächsten gelegenen ehemaligen Betriebswerkes
- Nymphenbrunnen
- Uhr- und Wetterhäuschen

### Einwohnerentwicklung
| Jahr      | 001818 | 001824 | 001836 | 001840 | 001871 | 001885 |
| Einwohner | 381    | 402    | 502    | 502    | 1582   | 3811   |
| Häuser    | 31     | 19     | 32     | 32     |        | 214    |
| Quelle    | [ 15 ] | [ 9 ]  | [ 16 ] | [ 17 ] | [ 18 ] | [ 19 ] |

## Religion
Galgenhof ist seit der Reformation evangelisch-lutherisch geprägt und war ursprünglich nach St. Peter gepfarrt, seit 1920 ist die Gustav-Adolf-Gedächtniskirche zuständig. Die Einwohner römisch-katholischer Konfession sind nach Herz Jesu (Nürnberg) gepfarrt.